# Sconsia alexarthuri
Sconsia alexarthuri is een slakkensoort uit de familie van de Cassidae. De wetenschappelijke naam van de soort is voor het eerst geldig gepubliceerd in 1994 door Parth.